# Holzneria
Holzneria je maleni rod jednogodišnjeg raslinja iz porodice trpučevki , dio potporodice Antirrhinoideae. 
Sastoji se od dvije vrste iz Srednje Azije i Afganistana. Tipična je Holzneria spicata.Cav. 

## Vrste
1. Holzneria microcentron (Bornm.) Speta
2. Holzneria spicata (Korovin) Speta